# Ulf Gran
Ulf Gran, född 2 juni 1928 i Malmö, död 8 maj 2016 i Malmö, var en svensk författare och regissör.

## Biografi
Gran verkade först som lärare, bland annat vid läroverket i Lycksele och Hässleholm där han startade en under några år framstående teaterverksamhet, och blev fil. lic. i litteraturhistoria. Han knöts på 1960-talet som universitetslärare till den av professor Ingvar Holm skapade utbildningen i drama-teater-film vid Lunds universitet. Under den tiden var han också regissör vid Lunds studentteater/Lilla teatern och skapade 1965 en egen fri, turnerande teater med sitt ursprung ur denna akademiska grund, Teater Proteus. 1981 hade ensemblen växt och ombildades till Mercuriusteatern med säte i Lund och Malmö och turnéverksamhet i landet. 
1983 avtalades med Skaraborgs län om en länsteater i Skövde, och hälften av ensemblens produktioner förlades dit. Man hade sedan starten totalt producerat drygt ett hundratal uppsättningar av olika slag – klassiker, nyskrivet, barnteater, mindre kända äldre verk – då teatern 1988 med länsstyrelsen där formellt bildade Stiftelsen Skaraborgs länsteater, där Gran kvarstod som dess teaterchef till 1990. Hela tiden har han varit den drivande kraften i verksamheten och i sin regi eftersträvat en avskalad, asketisk närhet till publiken, inspirerad bland annat av existentialismen. Gran medverkade även som skådespelare i Marianne Ahrnes långfilm Långt borta och nära (1976).
Gran fungerade som dramaturg, översättare, artikelförfattare och bidrog med en stor mängd inslag i radioprogram som OBS Kulturkvarten. Han skrev också ett antal böcker. På 2000-talet arbetade han även med en ny studentteatergrupp, Teater Lombroso,  med dramaturgi och regi.
2005 promoverades han till hedersdoktor vid Lunds universitet.

## Teater

### Regi
| År   | Produktion                                                                                      | Upphovsmän                             | Teater           |
| ---- | ----------------------------------------------------------------------------------------------- | -------------------------------------- | ---------------- |
| 1969 | Backanterna Βάκχαι, Bakchai                                                                     | Euripides                              | Teater Proteus   |
| 1969 | George Dandin, eller Den konfunderade äkta mannen George Dandin ou le Mari confondu             | Molière Översättning Allan Bergstrand  | Teater Proteus   |
| 1972 | En skön juvel Turcaret ou le Financier                                                          | Alain-René Lesage                      | Teater Proteus   |
| 1974 | Den unge Werthers nya lidanden Die neuen Leiden des jungen W.                                   | Ulrich Plenzdorf Översättning Ulf Gran | Teater Proteus   |
| 1976 | Victoria                                                                                        | Ulf Gran                               | Teater Proteus   |
| 1976 | Den godmodige djävulen Der gemütliche Teufel, oder Die Geschichte vom Bauer und von der Bäuerin | Johann Nestroy Översättning Ulf Gran   | Teater Proteus   |
| 1976 | Högsta vinsten Der böse Geist Lumpacivagabundus                                                 | Johann Nestroy Översättning Ulf Gran   | Teater Proteus   |
| 1976 | Historien om en soldat L'histoire du soldat                                                     | Igor Stravinskij och C.F. Ramuz        | Teater Proteus   |
| 1976 | Nalle Puh Winnie-the-Pooh                                                                       | A.A. Milne                             | Teater Proteus   |
| 1977 | Mannen som likna en kung Struensee var her                                                      | Sven Holm Översättning Ulf Gran        | Teater Proteus   |
| 1982 | Don Ranudo de Colibrados                                                                        | Ludvig Holberg Översättning Ulf Gran   | Mercuriusteatern |
| 1983 | Talismanen Der Talisman                                                                         | Johann Nestroy Översättning Ulf Gran   | Mercuriusteatern |